# Noëlla Dussart-Finzi
Pour les articles homonymes, voir Dussart et Finzi.
 (février 2021).
Si vous disposez d'ouvrages ou d'articles de référence ou si vous connaissez des sites web de qualité traitant du thème abordé ici, merci de compléter l'article en donnant les références utiles à sa vérifiabilité et en les liant à la section « Notes et références ».
Noëlla Dussart Finzi est une actrice française. Elle est également animatrice de télévision, "voix off" pour des publicités et films documentaires, formatrice et coach vocale.

## Biographie
D’origine italienne du côté de son père, Michelangelo Finzi, elle hérite le nom Dussart de sa mère, Marie Dussart. À l’âge de huit ans, Noëlla envisage déjà de devenir danseuse étoile. Décidée à atteindre son objectif, elle suit pendant dix ans des cours de danse, de chant, de solfège et de comédie.
Elle fait partie de la mini troupe de Michel Fugain puis se forme à l'école Jack Waltzer. Après avoir été choriste, elle travaille à l’Alcazar à Paris, où elle fait la rencontre du producteur Richard Joffo. Ce dernier la présente à Christophe Izard, qui lui donne l’opportunité de devenir animatrice de télévision. Ainsi, pendant une année (1989), Noëlla Finzi Dussart présente, aux côtés, d’Éric Galliano l’émission pour enfants Éric et Noëlla, diffusée sur Antenne 2.
À partir de ce moment, elle enchaîne avec plusieurs programmes télévisés. En 1994, elle présente le magazine Vidéo Club sur TF1. Trois années plus tard, on la retrouve en tant que chroniqueuse en compagnie de Christophe Dechavanne dans Téléquanone, diffusé sur France 2. En 1998, sur la chaîne Comédie !, elle prend part à l’émission Comédie, c’est chez vous. L’année d’après, Noëlla revient sur TF1 pour présenter Drôle de zapping. Par la suite, en 2000, elle retrouve Pierre Bellemare sur l’émissionLes Bêtises de Monsieur Pierre. Après avoir présenté Questions débats sur Direct 8 en 2006, elle rejoint l’équipe de Je suis timide mais je me soigne sur la même chaîne en 2008. Le concept de cette émission est d’aider des candidats à vaincre leur timidité. Pour ce faire, la production met trois coaches à leur disposition, parmi lesquels Noëlla Finzi-Dussart, qui s’occupe de l’aspect psychologique. Tout en tenant compte du cas de chacun, les coaches doivent amener les candidats à surmonter leurs craintes.
Par ailleurs, Noëlla Finzi-Dussart suit en parallèle une carrière de comédienne. À la télévision, elle apparaît dans plusieurs films. En 1996, elle tourne dans Sonia, réalisé par Peter Kassovitz. L’année d’après, elle fait partie du casting d’Une Maman pour Noël. Après avoir joué dans les films La Tresse d’Aminata et Brigade des Mineurs, on la retrouve dans la série Navarro. D’autre part, de 1991 à 1992, au Théâtre St Georges, Noëlla Finzi-Dussart joue dans la pièce Enfin seuls, mise en scène par Michel Fagadau. En 2003, Noëlla Finzi-Dussart joue dans Ariane Ferry de Sylvie Ayme.  Après le téléfilm Alice Nevers, le juge est une femme, elle prend part à des productions comme Joséphine, Ange gardien, Julie Lescaut, SOS 18 et Psycho. Depuis 2009, elle tourne dans différents téléfilms dont La passion selon Didier de Lorenzo Gabriele et dans les séries Victoire Bonnot, Clem, Alice Nevers, Falco, Nina, etc…
Passionnée de comédie, de chant et de télévision, elle joue, anime et enseigne.  Entre les différentes chaînes télévisées, les plateaux de tournage et la scène théâtrale, l’Italienne d’origine vit sa passion depuis plusieurs années.

## Filmographie

### Cinéma
- 1992 : Les Amies de ma femme de Didier Van Cauwelaert
- 1993 : La Cavale des fous de Marco Pico
- 1994 : Neuf mois de Patrick Braoudé
- 1994 : Le Sourire de Claude Miller
- 1995 : Tom est tout seul de Fabien Onteniente
- 1995 : Les Années du mur (Das Versprechen) de Margarethe von Trotta
- 1995 : La Promesse
- 1997 : Amour et Confusions de Patrick Braoudé : Natacha
- 1997 : Les Sœurs Soleil de Jeannot Szwarc
- 1998 : L'homme est une femme comme les autres de Jean-Jacques Zilbermann : Nathalie
- 1999 : Dieu, que la nature est bien faite de Sophie Lellouche, court métrage : Élisa.
- 2004 : Doux et Mou de Lucie Duchêne, court métrage : Vanina

### Télévision
- 1992 à 1995 : Le JAP, juge d'application des peines, série télévisée (3 épisodes) : Alexandra
- 1993 : Nestor Burma (série télévisée), saison 2, épisode 7 : Retour au bercail de Pierre Koralnik : Maria
- 1996 : Château Magot, téléfilm de Jean-Louis Lorenzi
- 1996 : Docteur Sylvestre, série télévisée - épisode 3 : Stéphanie
- 1996 : Les Bœuf-carottes, série télévisée
- 1997 : Miracle à l'Eldorado, téléfilm de Philippe Niang : Deborah
- 1997 : L'Amour dans le désordre, téléfilm d'Élisabeth Rappeneau : Alexandra
- 1998 : Jeudi 12, téléfilm de Patrick Vidal : Nicole
- 1998 : Deux mamans pour Noël, téléfilm : Lola
- 1998 : Les Vacances de l'amour, série télévisée (Saison 3, épisodes 24 et 25) : Charlotte Meyer
- 1999 : Brigade des mineurs, téléfilm de Michaëla Watteaux : Claire
- 1999 : Duval - épisode 1 : Secrets d'outre-tombe : Cécile
- 2000 à 2001 : Avocats et Associés, série télévisée (5 épisodes) : Fred
- 2001 : Duval - épisode 2 : Un mort de trop : Cécile
- 2002 à 2007 : Joséphine, ange gardien, série télévisée (2 épisodes) : Mme Picou / Lucie
- 2003 : Rien ne va plus, téléfilm de Michel Sibra : Vanessa
- 2004 : La Tresse d'Aminata, téléfilm : Hélène
- 2005 : Élodie Bradford, série télévisée : Claire Lemaître
- 2006 à 2012 : Alice Nevers : Le juge est une femme, série télévisée (2 épisodes)
- 2008 : Julie Lescaut, série télévisée : Alice Leclerc
- 2008 : Profilage, série télévisée
- 2009 : Éternelle, série télévisée - épisode 5 : La radiologue
- 2009 : La Passion selon Didier, téléfilm de Lorenzo Gabriele
- 2010 : Victoire Bonnot, série télévisée - épisode 1 : Madame Wolf
- 2011 : Furieuse, téléfilm de Malik Chibane
- 2012 : Clem, série télévisée
- 2015 : Plus Belle La Vie, série télévisée (Episode 2668 - diffusé le 14 janvier 2015) : Mme Chantel
- 2016 : Mongeville, série télévisée (Saison 3, épisode 6 - Amicalement Meurtre) : Joséphine de Mèze

## Émissions de télévision
- 1989-1990 : Éric et compagnie, Antenne 2
- 1990-1991 : Éric et Noella, Antenne 2
- 1999-2000 : Les Bêtises de M. Pierre avec Pierre Bellemare, France 3